# Campionato europeo femminile under 19 di pallavolo 2006
Il Campionato europeo femminile under 19 di pallavolo 2006 si è svolto dal 26 agosto al 3 settembre 2006 a Saint-Dié-des-Vosges e Metz, in Francia. Al torneo hanno partecipato 12 squadre nazionali europee e la vittoria finale è andata per la quarta volta, la seconda consecutiva, all'Italia.

## Qualificazioni
Hanno partecipato al campionato europeo Under-19 la nazionale del paese ospitante, le prime tre squadre classificate al campionato europeo under 19 2004 e otto squadre provenienti dai gironi di qualificazioni.

## Gironi
Dopo la prima fase a gironi, le prime due classificate di ogni girone hanno acceduto alle semifinali per il primo posto, la terza e la quarta classificata di ogni girone hanno acceduto alle semifinali per il quinto posto.
| Girone A                                            | Girone B                                                       |
| --------------------------------------------------- | -------------------------------------------------------------- |
| Belgio Bielorussia Croazia Francia Italia Rep. Ceca | Paesi Bassi Polonia Russia Serbia e Montenegro Turchia Ucraina |

## Fase finale - Saint-Dié-des-Vosges

### Finali 1º e 3º posto
|  | Semifinali | Semifinali | Semifinali |         |        | 1º/2º posto | 1º/2º posto | 1º/2º posto |  |
|  |            |            |            |         |        |             |             |             |  |
|  | Italia     | Italia     | 3          |         |        |             |             |             |  |
|  | Italia     | Italia     | 3          |         |        |             |             |             |  |
|  | Ucraina    | Ucraina    | 0          |         |        |             |             |             |  |
|  | Ucraina    | Ucraina    | 0          |         | Italia | Italia      | 3           |             |  |
|  |            |            |            |         | Italia | Italia      | 3           |             |  |
|  |            |            | Croazia    | Croazia | 0      |             |             |             |  |
|  | Russia     | Russia     | Croazia    | Croazia | 0      | 1           |             |             |  |
|  | Russia     | Russia     |            |         |        | 1           |             |             |  |
|  | Croazia    | Croazia    | 3          |         |        | 3º/4º posto | 3º/4º posto | 3º/4º posto |  |
|  | Croazia    | Croazia    | 3          |         |        |             |             |             |  |
|  |            |            |            |         |        |             |             |             |  |
|  |            |            |            |         |        | Ucraina     | Ucraina     | 3           |  |
|  |            |            |            |         |        | Ucraina     | Ucraina     | 3           |  |
|  |            |            |            |         |        | Russia      | Russia      | 0           |  |

### Finali 5º e 7º posto
|  | Semifinali          | Semifinali          | Semifinali |         |                     | 5º/6º posto         | 5º/6º posto | 5º/6º posto |  |
|  |                     |                     |            |         |                     |                     |             |             |  |
|  | Belgio              | Belgio              | 0          |         |                     |                     |             |             |  |
|  | Belgio              | Belgio              | 0          |         |                     |                     |             |             |  |
|  | Serbia e Montenegro | Serbia e Montenegro | 3          |         |                     |                     |             |             |  |
|  | Serbia e Montenegro | Serbia e Montenegro | 3          |         | Serbia e Montenegro | Serbia e Montenegro | 0           |             |  |
|  |                     |                     |            |         | Serbia e Montenegro | Serbia e Montenegro | 0           |             |  |
|  |                     |                     | Turchia    | Turchia | 3                   |                     |             |             |  |
|  | Francia             | Francia             | Turchia    | Turchia | 3                   | 1                   |             |             |  |
|  | Francia             | Francia             |            |         |                     | 1                   |             |             |  |
|  | Turchia             | Turchia             | 3          |         |                     | 7º/8º posto         | 7º/8º posto | 7º/8º posto |  |
|  | Turchia             | Turchia             | 3          |         |                     |                     |             |             |  |
|  |                     |                     |            |         |                     |                     |             |             |  |
|  |                     |                     |            |         |                     | Belgio              | Belgio      | 2           |  |
|  |                     |                     |            |         |                     | Belgio              | Belgio      | 2           |  |
|  |                     |                     |            |         |                     | Francia             | Francia     | 3           |  |

## Classifica finale
| Classifica | Squadre             | Qualificazione                   |
| ---------- | ------------------- | -------------------------------- |
|            | Italia              |                                  |
|            | Croazia             | Campionato europeo Under-19 2008 |
|            | Ucraina             | Campionato europeo Under-19 2008 |
| 4          | Russia              | Campionato europeo Under-19 2008 |
| 5          | Turchia             |                                  |
| 6          | Serbia e Montenegro |                                  |
| 7          | Francia             |                                  |
| 8          | Belgio              |                                  |
| 9          | Rep. Ceca           |                                  |
| 10         | Paesi Bassi         |                                  |
| 11         | Bielorussia         |                                  |
| 12         | Polonia             |                                  |